# Okucie (falerystyka)

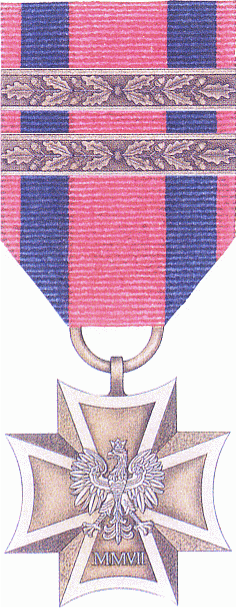
Polski Krzyż Wojskowy z okuciem potrójnego nadania.

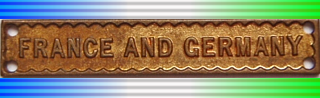
Jedno z okuć brytyjskiej Gwiazdy Atlantyku

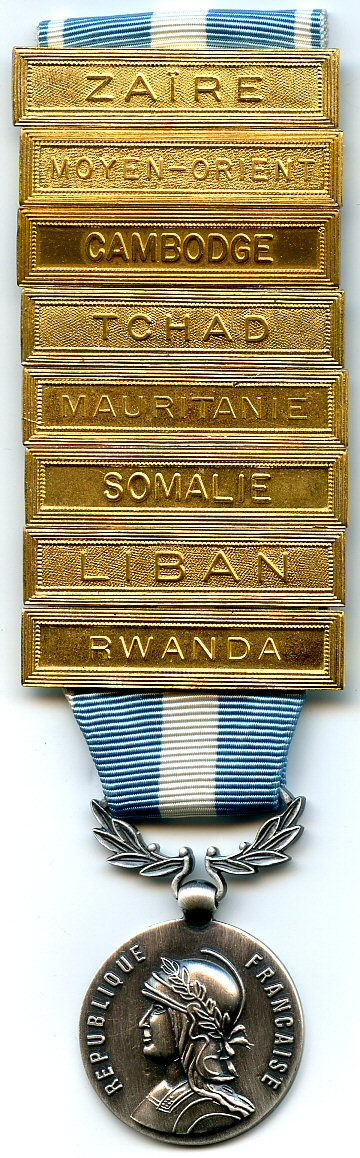
Francuski Medal Zamorski z okuciami krajów, w których odbywała się służba

Hiszpański Medal Armii z klamrą i okuciem

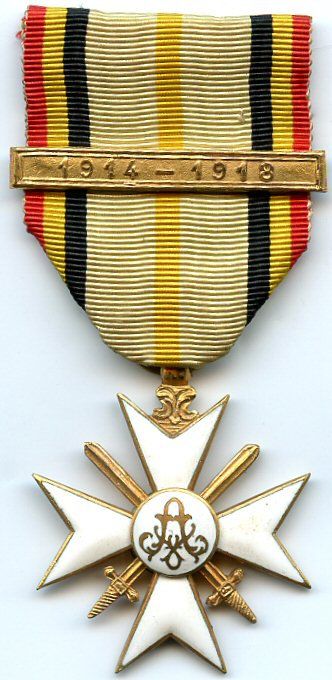
Belgijski Złoty Krzyż Odznaki Obywatelskiej z okuciem za I WŚ

Okucie – metalowa forma falerystyczna w postaci listewki lub klamry, nakładana poziomo na wstążkę lub pionowo na baretkę odznaczenia.
W zależności od odznaczenia, okucie może oznaczać wielokrotność posiadanego danego odznaczenia, udział w konkretnej kampanii, bitwie lub misji wojskowej, rodzaj operacji wojskowych, długość przebywania na misji lub udział w konkretnym kontyngencie.

## Przykładowe odznaczenia z możliwością okucia
Polska
Aktualne:
- Krzyż Walecznych
- Krzyż Wojskowy
- Krzyż Zasługi za Dzielność
- Krzyż Zasługi z Mieczami
- Krzyż Zasługi
- Wojskowy Krzyż Zasługi z Mieczami
- Morski Krzyż Zasługi z Mieczami
- Lotniczy Krzyż Zasługi z Mieczami
- Wojskowy Krzyż Zasługi
- Morski Krzyż Zasługi
- Lotniczy Krzyż Zasługi
- Medal za Ofiarność i Odwagę
- Gwiazda Iraku
- Gwiazda Afganistanu
- Gwiazda Czadu
- Gwiazda Konga
- Gwiazda Morza Śródziemnego
- Gwiazda Załóg Lotniczych

Zniesione:
- Medal Wojska
- Medal Lotniczy
- Medal Morski
- Medal Morski Polskiej Marynarki Handlowej
- Krzyż Czynu Bojowego Polskich Sił Zbrojnych na Zachodzie

Belgia
- Odznaka Obywatelska
- Odznaka Wojskowa
- Medal Pamiątkowy za Wojnę 1940–1945
- Medal Ochotnika Walczącego
- Krzyż Więźniów Politycznych 1940–1945
- Medal Pamiątkowy za Misje i Operacje Zagraniczne
- Medal Pamiątkowy za Zbrojne Operacje Humanitarne

Francja
- Medal Kolonialny
- Medal Zamorski
- Medal Pamiątkowy Madagaskaru
- Medal Pamiątkowy Chin
- Medal Pamiątkowy Maroka
- Medal Pamiątkowy 1970-1971
- Medal Pamiątkowy Wielkiej Wojny
- Medal Pamiątkowy Lewantu
- Medal Pamiątkowy Wojny 1939–1945
- Medal Obrony Narodowej
- Krzyż Kombatanta-Ochotnika

Grecja
- Krzyż Męstwa
- Medal Zasługi Wojskowej
- Medal Pamiątkowy Wojny Grecko-Tureckiej
- Medal Pamiątkowy Wojny Grecko-Bułgarskiej

Hiszpania
- Krzyż Zasługi Wojskowej
- Medal Armii
- Medal Morski
- Medal Lotniczy
- Medal Cierpień dla Ojczyzny
- Krzyż za Długoletnią Służbę
- Medal Alfonsa XII

Wielka Brytania
- Krzyż Wiktorii
- Krzyż Jerzego
- Krzyż Wybitnej Służby Lotniczej
- niektóre z medali kampanii

Włochy
- Medal Pamiątkowy Wojny Narodowej 1915-1918

Portugalia
- Medal Waleczności Wojskowej
- Medal Przykładnego Prowadzenia

Rumunia
- Order Cnoty Lotniczej
- Krzyż Przejścia Dunaju
- Krzyż Pamiątkowy za Wojnę 1916-1919

międzynarodowe
- Medal NATO
- United Nations Korea Medal